# Proacidalia locupletata
Proacidalia locupletata är en fjärilsart som beskrevs av Ruggero Verity 1922. Proacidalia locupletata ingår i släktet Proacidalia och familjen praktfjärilar. Inga underarter finns listade i Catalogue of Life.